# جوزيف الجميل
جوزيف الجميل هو مبارز بالسيف لبناني، ولد في 10 نوفمبر 1944.

## وصلات خارجية
- جوزيف الجميل على موقع أوليمبيديا (الإنجليزية)